# Moskworieckaja
Moskworieckaja (ros. Москворецкая) – przystanek kolejowy w miejscowości Woskriesiensk, w rejonie woskriesienskim, w obwodzie moskiewskim, w Rosji. Położony jest na linii Moskwa – Riazań.